# Wadym Seliwerstow
Wadym Witalijowycz Seliwerstow, ukr. Вадим Віталійович Селіверстов (ur. 18 lutego 1981 w Kijowie, Ukraińska SRR) – ukraiński hokeista, reprezentant Ukrainy.

## Kariera
- Sokił 2 Kijów (1998-1999)
- Kryżynka Kijów (1999-2000)
- HK Kijów (2000)
- Sokił Kijów (1999-2005)
- Berkut Browary (2005-2006)
- Sokił Kijów (2006-2009)
- Bejbarys Atyrau (2009-2011)
- Donbas Donieck 2 (2011-2012)
- Łewy Lwów (2012-2013)
- HK Astana (2013-2015)
- Generals Kijów (2015-2016)

Wychowanek Sokiłu Kijów. Występował w lidze ukraińskiej oraz kazachskiej. Od lipca 2015 zawodnik Generals Kijów. Od czerwca 2016 zawodnik Wytiazia Charków.
Był reprezentantem kadr juniorskich Ukrainy. Uczestniczył w turniejach mistrzostw Europy do lat 18 w 1998, mistrzostw świata juniorów do lat 18 w 1999 oraz mistrzostw świata juniorów do lat 20 w 2000, 2001. W seniorskiej kadrze kraju uczestniczył w turniejach mistrzostw świata 2000, 2001, 2005 (Elita, w tych edycjach nie rozegrał meczu), 2007 (Elita), 2008, 2010, 2014 (Dywizja I).
W sezonie 2017/2018 był asystentem trenera w żeńskiej drużynie Ukrainoczka Kijów.

## Sukcesy
Reprezentacyjne
- Awans do MŚ do lat 20 Elity: 2003

Klubowe
- Srebrny medal Wschodnioeuropejskiej Ligi Hokejowej: 2000 z Sokiłem Kijów
- Brązowy medal Wschodnioeuropejskiej Ligi Hokejowej: 2001, 2003 z Sokiłem Kijów
- Złoty medal mistrzostw Ukrainy: 2003, 2004, 2005, 2008, 2009 z Sokiłem Kijów, 2012 z Donbasem Donieck 2
- Srebrny medal mistrzostw Ukrainy: 2000, 2001, 2002 z Sokiłem Kijów, 2016 z Generals Kijów
- Srebrny medal mistrzostw Kazachstanu: 2010 z Bejbarysem Atyrau
- Złoty medal mistrzostw Kazachstanu: 2011 z Bejbarysem Atyrau

Indywidualne
- Mistrzostwa Świata Juniorów w Hokeju na Lodzie 2001/I Dywizja: najlepszy bramkarz turnieju[3]